# Вассен (Урі)
Вассен (нім. Wassen) — громада  в Швейцарії в кантоні Урі.

## Географія
Громада розташована на відстані близько 95 км на схід від Берна, 20 км на південь від Альтдорфа.
Вассен має площу 96,9 км², з яких на 1,1% дозволяється будівництво (житлове та будівництво доріг), 11,5% використовуються в сільськогосподарських цілях, 22,8% зайнято лісами, 64,5% не є продуктивними (річки, льодовики або гори).

## Демографія
2019 року в громаді мешкало 405 осіб (-6,7% порівняно з 2010 роком), іноземців було 20,5%. Густота населення становила 4 осіб/км².
За віковим діапазоном населення розподілялося таким чином: 17,3% — особи молодші 20 років, 57% — особи у віці 20—64 років, 25,7% — особи у віці 65 років та старші. Було 171 помешкань (у середньому 2,3 особи в помешканні).
Із загальної кількості 238 працюючих 34 було зайнятих в первинному секторі, 21 — в обробній промисловості, 183 — в галузі послуг.